# Małgorzata Chmielewska
Małgorzata Chmielewska (ur. 20 marca 1951 w Poznaniu) – polska społeczniczka, prezes Fundacji „Domy Wspólnoty Chleb Życia”; była przełożona polskiego oddziału Wspólnoty Chleb Życia.
Nosi habit z białą chustką. Ślubowała celibat oraz trzy rady ewangeliczne (czystość, ubóstwo i posłuszeństwo), które są też przedmiotem ślubów w zakonach i zgromadzeniach zakonnych. Wyraźnie jednak zaprzecza, że jest mniszką albo siostrą w zgromadzeniu zakonnym. Z powodu złożonych ślubów oraz uzusu nazywana jest siostrą, rzadziej (niepoprawnie) siostrą zakonną lub zakonnicą (zob. status w Kościele katolickim).

## Życiorys
W dzieciństwie rodzice nie dbali o jej wychowanie religijne. Po szkole średniej rozpoczęła studia biologiczne na Uniwersytecie Warszawskim. Po ich zakończeniu zwróciła uwagę na katolicyzm. Początkowo myślała o wstąpieniu do zakonu benedyktynek. Wstąpiła do zakonu małych sióstr Jezusa, gdzie złożyła roczne śluby zakonne. Po roku śluby zakonne wygasły i Małgorzata Chmielewska opuściła zakon. Pracowała jako katechetka z niewidomymi dziećmi w Laskach i w duszpasterstwie niewidomych u ks. Stanisława Hoinki przy ul. Piwnej w Warszawie. Organizowała także pomoc dla kobiet z więzienia przy ul. Rakowieckiej w Warszawie.
W 1990 w Bulowicach koło Kęt wstąpiła do Wspólnoty Chleb Życia. Prowadziła domy dla bezdomnych, chorych, samotnych matek oraz noclegownie dla kobiet i mężczyzn. Po rozwiązaniu wspólnoty w 2015 została prezesem fundacji „Domy Wspólnoty Chleb Życia”, kontynuując swoją działalność społecznikowską, organizacyjnie podporządkowaną Kościołowi katolickiemu. W swoich działaniach i artykułach podkreśla znaczenie ekonomii społecznej. Z troską wyraża się o osobach z marginesu. Osoby wykluczone próbuje przywrócić do społeczności poprzez stworzenie dla nich miejsc pracy. Powołała specjalne manufaktury, w których pracują osoby bezdomne i chore. Członkini Międzynarodowego Stowarzyszenia Innowatorów Społecznych Ashoka.

## Status w Kościele katolickim
Chmielewska opisuje siebie jako „siostrę we Wspólnocie Chleb Życia” oraz że czuje się „osobą świecką, która w sposób szczególny poświęciła się Panu Bogu poprzez śluby: czystości, ubóstwa i posłuszeństwa”. Zasadność stosowania określenia „siostra” względem swojej osoby motywuje nie swoją czasową obecnością w zgromadzeniu Małych Sióstr Jezusa (opuściła zgromadzenie po ustaniu ślubów czasowych), ale tym, że „«siostra» nie jest w Kościele terminem oficjalnym, zarezerwowanym dla pewnej grupy ludzi” oraz że „to termin zwyczajowy, odnoszący się do kobiet, które złożyły 3 śluby”.
W 1998 złożyła śluby wieczyste na ręce założyciela Wspólnoty Chleb Życia we Francji w obecności biskupa diecezji Bayeux-Lisieux, która jednak nie była zakonem ani zgromadzeniem zakonnym (których członkiniami są odpowiednio mniszki i siostry zakonne), a więc nie wymagała od swych członków złożenia ślubów zakonnych. Sama wspólnota we Francji została uznana kanonicznie w 1984, po czym rozwiązana w 2015 przez biskupa diecezji Bayeux-Lisieux). Chmielewska uznaje, że wspomniane śluby nie przestały obowiązywać mimo rozwiązania oryginalnej wspólnoty (od 2010 Wspólnota w Polsce działa jako prywatne stowarzyszenie wiernych). Do marca 2021 Małgorzata Chmielewska to jedyna Polka, która złożyła tego rodzaju śluby w tej wspólnocie.

## Publikacje
- Wszystko, co uczyniliście… Rozmawia Michał Okoński. Kraków: Wydawnictwo Znak, 1999.
- Nie ma rzeczy niemożliwych. Kraków: Wydawnictwo Znak, 2000. Brak numerów stron w książce
- Wezwanie. Kraków: Wydawnictwo Fides, 2001. Brak numerów stron w książce
- Cerowanie świata. W drodze, 2015.
- Sposób na (cholernie) szczęśliwe życie. Rozmawiają Błażej Strzelczyk i Piotr Żyłka. WAM, 2016. Brak numerów stron w książce
- Dobro jako choroba zakaźna. W drodze, 2016.
- Odłóż tę książkę i zrób coś dobrego. WAM, 2017

## Nagrody i wyróżnienia
- 1996 – Medal świętego Jerzego
- Medal 400-lecia stołeczności Warszawy
- Nagroda Ministra Pracy i Polityki Socjalnej
- Nagroda Miasta Stołecznego Warszawy
- 1996 – Kobieta Roku
- 11 marca 2002 – wyróżniona odznaką „Zasłużony dla Warszawy” (nr legitymacji 141)[17]
- 2010 – Odznaka honorowa „Za Zasługi dla Ochrony Praw Człowieka”[18]
- 2012 – Nagroda im. księdza Józefa Tischnera za inicjatywy duszpasterskie lub społeczne
- 2014 – Krzyż Komandorski Orderu Odrodzenia Polski[6][19]
- 2017 – Medal Świętego Brata Alberta[20][21]
- 2018 – Odznaka Honorowa za Zasługi dla Ochrony Praw Dziecka[22]
- 2018 – Nagroda Rzecznika Praw Obywatelskich im. Pawła Włodkowica[23]
- 2020  –  Nagroda im. Jerzmanowskich[24]
- 2022 – Nagroda im. Janusza Korczaka[25][c]
- 2022 – Doktor honoris causa Akademii Pedagogiki Specjalnej im. Marii Grzegorzewskiej w Warszawie[26]
- 2023 - Nagroda „Pontifici”[27].